# Blackburn B-48 Firecrest
Ne doit pas être confondu avec Firecrest.
Le Blackburn B-48 Firecrest, recevant la désignation YA.1 par la SBAC (en), était un chasseur d'attaque naval monomoteur, conçu par le constructeur britannique Blackburn Aircraft Limited pour la Fleet Air Arm pendant la Seconde Guerre mondiale. « Firecrest » est le nom anglais pour le roitelet à triple bandeau, une espèce de petits oiseaux européens.
Le B-48 était une évolution de l'avion assez tourmenté Firebrand, conçu pour répondre à la specification S.28/43 du Ministère de l'Air britannique qui faisait appel à un appareil amélioré, plus adapté aux opérations embarquées. Trois prototypes furent commandés, recevant la désignation de la compagnie B-48 et le nom de baptême informel de « Firecrest », mais seulement deux prirent effectivement l'air. Le développement de l'appareil fut ralenti par des modifications de conception significatives et des livraisons de composants trop lentes, mais ce fut le Ministry of Supply (en) (MoS), en 1946, qui porta le coup de grâce à l'appareil en déterminant qu'il ne répondait pas aux attentes en matière de chasseur d'attaque. Malgré une motorisation à la puissance impressionnante, il n'était pas particulièrement plus performant que d'autres avions contemporains, et son arrivée dans le paysage aéronautique à une époque où les moteurs à réaction commençaient déjà à rendre obsolètes les moteurs à pistons, joua contre lui. La construction de deux des prototypes fut achevée afin de récolter des données lors de vols d'essais, tandis que le troisième fut affecté à des tests de résistance structurelle au sol. Les deux appareils volants furent revendus à leur constructeur en 1950 pour être envoyés à la destruction. L'autre appareil survécut un peu plus longtemps, jusqu'en 1953.
Le Firecrest fut le dernier torpilleur et le dernier chasseur à hélices conçu au Royaume-Uni.

## Conception et développement
Le Firebrand nécessita un effort important de la part de son constructeur pour devenir un avion viable et utile, et les premières discussions au sujet d'une reconception de l'avion avec des ailes à écoulement laminaire prirent place en septembre 1943. Cette nouvelle aile était censée permettre une réduction de sa masse de 318 kg et une augmentation de la vitesse de l'avion de 21 km/h. L'étendue de la reconception augmentait, ce qui mena à la conception d'un nouveau fuselage et l'application d'autres améliorations. En octobre 1943, l'équipe de concepteurs de Blackburn, menée par G. E. Petty, commença à travailler sur cette évolution du Firebrand, qui mena à la publication de la Specification S.28/43, par le Ministère de l'Air le 26 février 1944, couvrant la conception du nouvel appareil,. La Specification était articulée autour d'un moteur en étoile Bristol Centaurus équipé d'hélices contrarotatives, qui permettait de réduire la taille de la dérive de l'avion,.
Le nouveau concept, recevant la désignation B-48 par la compagnie, était appelé officieusement « Firecrest » par cette dernière, bien qu'il fût toujours désigné par son numéro de Specification par le Ministère de l'Air et la Royal Navy. L'avion était un monoplace monoplan à aile basse cantilever de construction entièrement métallique. À l'arrière du cockpit, le fuselage était de type semi-monocoque de section ovale et recouvert d'un revêtement travaillant, tandis qu'à l'avant il était de section circulaire et sa structure était constituée de tubes d'acier soudés. Le cockpit du Firecrest fut déplacé vers l'avant et rehaussait la position du pilote, qui pouvait désormais voir par-dessus le bord d'attaque de l'aile et au-dessus du nez de l'avion,. La verrière fut adaptée à partir de celle du chasseur Hawker Tempest. Un réservoir de carburantde 240 l était installé dans l'arrière du fuselage, tandis que les ailes recevaient chacune un réservoir de 420 litres dans leur section centrale. L'avion recevait une aile en mouette inversée redessinée et plus fine, dotée d'un profil à écoulement laminaire. Elle était constituée d'une section centrale à deux longerons, d'un dièdre négatif légèrement supérieur à 6.5°, ainsi que d'une section extérieure d'un dièdre positif de 9°. Elle pouvait être repliée en deux parties afin de réduire l'encombrement de l'appareil dans les hangars des porte-avions. Quatre volets Fowler étaient installés, afin de donner à l'appareil une bonne maniabilité à basse vitesse pour l'atterrissage, et des freins de piqué étaient installés sur chacune des surfaces. Pendant la reconception de l'avion, sa structure fut simplifiée, ce qui réduisit sa masse de 635 kg, et même après l'augmentation de 320 litres de la capacité en carburant, la masse brute de l'appareil était toujours de 410 kg inférieure à celle du Firebrand.
Le démarrage des travaux sur deux prototypes fut autorisé en novembre 1943, mais des propositions pour des moteurs alternatifs ralentirent à plusieurs reprises l'avancée des travaux. En 1945, il fut décidé qu'en plus d'un autre prototype à moteur Centaurus, trois autres prototypes devraient être fabriqués avec le moteur Napier E.122 — une évolution du Sabre —, dans le cadre de la Specification S.10/45. Le Ministère pensait que cela permettrait à Blackburn de développer ses connaissances en aérodynamique et en conception structurelle et soutiendrait le développement de moteurs chez Napier. Toutefois, il fut estimé que l'avion S.10/45 ne serait équilibré que si le moteur E.122 était installé derrière le pilote. Les travaux de modifications nécessaires et l'augmentation de 454 kg de la masse de l'appareil, ajoutés aux fonds limités alloués à la Royal Navy, signifièrent la fin du S.10/45, qui fut annulé le 8 octobre. Alors qu'il arrivait au stade final de son développement, le Centaurus 77 à hélices contrarotatives fut annulé, en janvier 1946, et un Centaurus 57 conventionnel de 2 825 ch (2 077,5 kW) lui fut substitué. Il fut découvert que le moteur aurait besoin d'être monté sur des supports flexibles, et il fut modifié en Centaurus 59. La dérive verticale et la gouverne de lacet durent être agrandies, leur surface passant de 3,1 à 3,8 m2; afin de contrecarrer les effets de couple du nouveau moteur. En septembre 1946, une analyse de résistance structurelle menée par le Ministère de l'Air révéla que l'avion aurait besoin d'être renforcé pour pouvoir servir de chasseur d'attaque, et qu'une coûteuse reconception serait nécessaire pour porter l'avion à des standards opérationnels satisfaisants. Elle l'aurait rendu comparable, en termes de masse et de performances, au Westland Wyvern — qui avait déjà pris l'air — et aucun contrat ne fut passé pour la production en série de Firecrests.
Retardé par la livraison tardive de son hélice, le premier prototype sortit du hangar à Brough, en février 1947, puis fut emmené par la route à RAF Leconfield (en), où il effectua son premier vol le 1er avril de la même année. Les trois prototypes avaient été achevés à la fin du mois de septembre et le troisième prototype avait été modifié pour réduire le dièdre positif de la partie extérieure de son aile à 3°. Le second et le troisième prototypes n'avaient toujours pas pris l'air lorsque le Ministry of Supply ordonna que les vols et les travaux sur l'avion soient stoppés. Toutefois, plus tard dans le mois, le troisième prototype fut affecté à des tests de contrôle d'ailerons motorisés, car les essais du premier prototype avaient montré que si les ailerons s'étaient comportés idéalement à la vitesse de croisière de l'avion, ils s'étaient en revanche montrés lourds à manœuvrer à basse et haute vitesses. Le second prototype fut affecté à des tests de résistance structurelle et ne prit jamais l'air.
Le troisième prototype effectua son premier vol au début de l'année 1948, mais le rythme des essais en vol était particulièrement lent, avec seulement 7 h 40 min de vol accumulées en date du 30 novembre, plus de la moitié étant en plus liée à des démonstrations en vol exécutées pendant des meetings aériens. Les tests s'arrêtèrent en mars 1949, lorsque l'officier responsable conclut qu'il n'y avait plus de raison valable de les continuer. Si le Firecrest était plus rapide que le Firebrand et offrait à son pilote une meilleure visibilité depuis le cockpit, il fut toutefois décevant, l'aviateur naval et pilote d'essai Captain Eric Brown déclarant que le Firecrest était même moins manœuvrable que le paresseux Firebrand, tandis que les ailerons motorisés rendaient les contrôles hasardeux et saccadés, donnant alors de l'instabilité à l'appareil dans les zones de turbulences.

## Carrière opérationnelle
L'expérience opérationnelle accumulée avec le Firebrand démontra que ce chasseur d'attaque était loin d'être adapté à l'emploi depuis les porte-avions. En particulier, le pilote était installé au niveau du bord de fuite de l'aile, faisant alors face à un nez long et large qui ne lui laissait que peu de visibilité pour l'atterrissage. Le Firecerest fut également rapidement rendu obsolète par l'arrivée des premiers moteurs à turbines et, même si Blackburn tenta de concevoir des propositions alternatives du Firecrest propulsées par des turbopropulseurs — comme le B-62 (Y.A.6), équipé d'un moteur Python —, elles ne furent jamais construites, les commandes pour ce type d'appareils étant à la place passées chez Westland pour le Wyvern.
Les deux prototypes volants furent utilisés jusqu'en 1949, puis revendus à Blackburn en 1950, pour finalement être détruits peu de temps après.

## Exemplaires produits
- RT651 : Premier des deux prototypes commandés le 1er janvier 1944 dans le cadre de la Specification S.28/43. La cellule fut revendue par le Contrôleur des approvisionnements (Controller of Supplies) à Blackburn le 17 avril 1950[17] ;
- RT656 : Second des deux prototypes commandés le 1er janvier 1944 dans le cadre de la Specification S.28/43. La cellule fut utilisée pour des essais structurels, avant d'être détruite en 1952[16] ;
- VF172[1] : Un troisième exemplaire fut commandé, le 18 avril 1945, et fut utilisé pour des recherches sur des ailerons à assistance mécanique pendant le mois de février 1948. La cellule fut revendue par le Contrôleur des approvisionnements (Controller of Supplies) à Blackburn le 17 octobre 1949[18].

Trois prototypes supplémentaires furent commandés le 14 mars 1945, dans le cadre de la Specification S.10/45, et propulsés par des moteurs Napier E.122. La commande fut toutefois annulée et aucun appareil ne fut construit.

## Utilisateur
- Royaume-Uni :
  - Fleet Air Arm (initialement prévu mais non réalisé).

## Spécifications techniques
Données de Blackburn Aircraft since 1909
Caractéristiques générales
- Équipage : 1 pilote
- Longueur : 11,98 m
- Envergure : 13,71 m
- Hauteur : 4,42 m
- Surface alaire : 33,6 m2
- Masse à vide : 4 779 kg
- Moteur : 1   moteur à 18 cylindres en double étoile refroidis par air Bristol Centaurus 59 de 2 475 ch (1 846 kW)

 Performances 
- Vitesse maximale : 612 km/h
- Vitesse de croisière : 343 km/h
- Distance franchissable : 1 450 km
- Plafond : 9 630 m
- Vitesse ascensionnelle : 12,7 m/s
- Charge alaire : 142,2 kg/m2
- Rapport poids-puissance : 1,93 kg/ch

Armement

- Canons : Deux mitrailleuses Browning M2 de calibre .50 (12,7 × 99 mm) dans ou sous les ailes (non installées sur les prototypes)
- Roquettes : Huit roquettes RP-3 installées sur des rails sous les ailes
- Bombes : Une torpille de 951 kg ou deux bombes de 110 kg sous les ailes